# Ena Lucía Portela
Ena Lucía Portela (La Habana, Cuba, 19 de diciembre de 1972) es una narradora y ensayista cubana, enmarcada en la generación de los "novísimos". Es autora de novelas como El pájaro: pincel y tinta china (1999), La sombra del caminante (2001), Cien botellas en una pared (2002) o Djuna y Daniel (2007).

## Trayectoria y obra
Se graduó en la Universidad de La Habana como licenciada en Letras. 
Parte de la generación conocida como "novísimos", su primer relato La urna y el nombre, un cuento jovial aparece en la reconocida antología Los últimos serán los primeros.
Su primera novela, El pájaro: pincel y tinta china obtuvo en 1997 el Premio Cirilo Villaverde de la Unión de Escritores y Artistas de Cuba (UNEAC), y fue publicada en 1999 por Ediciones Unión, Cuba, y por Editorial Casiopea, España.
Una extraña entre las piedras (cuentos) fue publicado por Editorial Letras Cubanas, Cuba, en 1999. El viejo, el asesino y yo (cuento) obtuvo en 1999 el Premio Juan Rulfo de Cuento que otorga Radio Francia Internacional, y fue publicado por la Editorial Letras Cubanas, Cuba, en 2000.
La sombra del caminante (novela) fue publicada por Ediciones Unión, Cuba, en 2001, en 2006 por Editorial Kailas, España, y en 2016 por Bokeh press, Leiden, Países Bajos. La novela Cien botellas en una pared obtuvo en 2002 el premio Jaén de novela que otorga la Caja de Ahorros de Granada. Ese mismo año fue publicada por Debate, España. En 2003 fue publicada por Ediciones Unión, Cuba, y por Éditions du Seuil, Francia, y obtuvo el premio Dos Océanos–Grinzane Cavour que otorga la crítica francesa a la mejor novela latinoamericana publicada en Francia en un período de dos años. En 2004 fue publicada por Ámbar, Portugal y por Voland, Italia. En 2005 por Meulenhoff, Holanda y por Wydawnictwo W.A.B., Polonia. Próximamente será publicada por Potamós, Grecia y por Dogan, Turquía.
Alguna enfermedad muy grave (cuentos) fue publicado en 2006 por HK, España.Djuna y Daniel (novela) fue publicada por Random House Mondadori, España y por Ediciones Unión, Cuba, mereciendo el Premio de la Crítica como uno de los mejores diez libros publicados en Cuba en ese año.
En mayo de 2007, en el marco de la Feria del Libro de Bogotá, un jurado integrado por tres novelistas colombianos la eligió como uno de los 39 escritores menores de 39 años más importantes de Latinoamérica.

### Estilo
La narrativa de Ena Lucía Portela se caracteriza por su barroquismo en la forma, el empleo reiterado de citas y referencias culturales y la exquisitez en el uso del lenguaje. Es una de las narradoras que más interés ha mostrado por los entresijos de la marginalidad en el contexto de La Habana de los años noventa, así como la ciudad letrada y sus personajes. 
Su obra también aborda el mundo de la disidencia sexual, y en particular realidades sáficas. En su obra hay marcada influencia de Djuna Barnes y la llamada roman à clef, así como de la pulp fiction. 

## Obras
- 1999: El pájaro: pincel y tinta china (novela). Ediciones UNIÓN, La Habana, ISBN 959-209-241-9. Editorial Casiopea, Barcelona, ISBN 84-923-649-8-X. Premio Cirilo Villaverde de la Unión de Escritores y Artistas de Cuba 1997 (UNEAC).

- 1999: Una extraña entre las piedras (cuentos). Editorial Letras Cubanas, ISBN 959-08-0266-4.

- 2000: El viejo, el asesino y yo (cuento) Editorial Letras Cubanas, ISBN 959-10-0581-4. Premio Juan Rulfo de Cuento 1999, de Radio Francia Internacional. 2009: Stockcero, USA, ISBN 978-1-934768-25-9.

- 2001: La sombra del caminante (novela). Ediciones UNIÓN, ISBN 959-209-376-8 (2006: Editorial Kailas, España; 2016: Bokeh, Leiden, Países Bajos, ISBN 978-94-91515-44-6.

- 2002: Cien botellas en una pared (novela). Debate, Madrid, ISBN 84-8306-956-3. (2003: Ediciones Unión, Cuba ISBN 959-209-504-3; Éditions Du Seuil, París, ISBN 2-02-055171-3. Premio Dos Océanos-Grinzane Cavour, de la crítica francesa al mejor libro latinoamericano publicado en Francia en un período de dos años. 2004: Ámbar, Portugal, ISBN 972-43-0742-5. 2005: J.M. Meulenhoff, Holanda, ISBN 90-290-7503-1. 2004: Wydawnictwo W.A.B., Polonia, ISBN 83-7414-078-X. 2006: Voland, Italia, ISBN 88-88700-70-6) Premio Jaén de Novela.  2010: Stockcero, USA, ISBN 978-1-934768-33-4.

- 2008: Djuna y Daniel (novela). Mondadori, ISBN  84-397-2093-9.
- 2017: Con hambre y sin dinero (no ficción). Ediciones UNIÓN. La Habana, Cuba. ISBN: 978-959-308-267-9. Este volumen reúne ensayos, artículos, crónicas, reseñas, y otros textos reflexivos escritos por Ena Lucía Portela a lo largo de dos décadas. Editado y prologado por Daniel Díaz Mantilla.

Textos suyos (cuentos, ensayos, testimonios, artículos de crítica, fragmentos de novela) han aparecido en diversas antologías, y en revistas y otras publicaciones periódicas, cubanas y extranjeras. Es considerada uno de los mejores exponentes de la llamada generación de los "novísimos" en la literatura cubana.